# Euroliga 2007./08. (kuglačice)
Euroliga 2007/08. je bilo europsko športsko klupsko natjecanje u kojem su sudjelovali najbolji europski kuglački klubovi.
Završni turnir će se održati u Zalaegerszegu u Mađarskoj, 29. i 30. ožujka 2008.

Sudionici su bili hrvatski klubovi "Podravka", slovenski "Miroteks" iz Celja, mađarski TK "Zalaegerszeg" i njemački SKC "Victoria 1947".
- poluzavršnica

29. ožujka

- završnica

30. ožujka